# Christiana (hrabstwo Dane)
Christiana – miasto w Stanach Zjednoczonych, w stanie Wisconsin, w hrabstwie Dane.